# Éclaron-Braucourt-Sainte-Livière

Éclaron-Braucourt-Sainte-Livière este o comună în departamentul Haute-Marne din nord-estul Franței. În 2009 avea o populație de 1.991 de locuitori.

## Evoluția populației
| An        | 1975  | 1982  | 1990  | 1999  | 2006  | 2009  |
| --------- | ----- | ----- | ----- | ----- | ----- | ----- |
| Populație | 2.006 | 1.940 | 1.827 | 1.844 | 1.953 | 1.991 |